# Ballets Russes de Monte Carlo
Die Ballets Russes de Monte Carlo waren eine Ballettkompanie des 20. Jahrhunderts mit Sitz in Monte-Carlo, die bei unterschiedlicher Leitung, Besetzung und Benennung überaus erfolgreich international tourte.

## Entwicklung
Die Ballets Russes de Monte Carlo gingen 1932 als Nachfolgekompanie der Ballets Russes des Sergei Djagilew aus einer Vereinigung der von René Blum geleiteten Ballets de l’Opéra de Monte Carlo mit dem von Fürst Alexis Zereteli und Colonel de Basil geleiteten Ballet de l’Opéra Russe à Paris hervor. Direktor war zunächst Basil, künstlerischer Leiter Blum und Serge Grigoriev der Regisseur. Außer Grigoriev waren von Djagilews Kompanie noch Boris Kochno, George Balanchine, Léonide Massine, Leon Wojcikowski und Felia Doubrovska dabei. Ferner gehörten der Truppe u. a. Alexandra Danilowa und die drei wegen ihrer Jugend als „Baby-Ballerinen“ bezeichneten Tänzerinnen Irina Baronova, Tatiana Riabouchinska und Tamara Toumanova an. Als Kostümbildnerin wurde die noch junge Barbara Karinska engagiert.
Die Kompanie gab im Januar 1932 eine Gala-Vorstellung zu Ehren des Fürsten von Monaco mit Balanchines Cotillon und debütierte offiziell im April 1932. Im Juni 1932 triumphierte sie in Paris mit drei Werken von Balanchine und Massines Jeux d’enfants. Nach einer Londoner Saison begab sich die Kompanie 1933 auf ihre erste USA-Tournee. Balanchine verließ 1933 die Truppe, und Leonide Massine wurde sein Nachfolger. Seine wichtigsten neuen Ballette wie Les Présages, Choreartium und Union Pacific entstanden zu dieser Zeit und für diese Kompanie, die zudem beispielsweise Werke von Bronislava Nijinska im Programm hatte.
1936 trennten sich Blum und de Basil. Blum gründete seine eigene Kompanie, die Ballets de Monte Carlo, während Basil die ihm verbliebene Truppe zunächst Ballets Russes du Colonel de Basil nannte. Blum engagierte Michel Fokine als künstlerischen Leiter. Mit Leonide Massine als seinem Nachfolger wurde die Kompanie 1938 in Ballet Russe de Monte Carlo umbenannt. Basils Kompanie wurde 1938 in Educational Ballets Ltd., danach in Covent Garden Russian Ballet umbenannt und firmierte seit 1939 als Original Ballet Russe. Während Massine zu Blum wechselte, war 1938/39 Fokine kurze Zeit bei de Basil. Er schuf für de Basils Kompanie Cendrillon (1938) und Paganini (1939).
1938 hatten beide Nachfolgekompanien einen Rechtsstreit um die Aufführungsrechte des Djagilew-Repertoires. Basil wurde im Prozess für seine Kompanie das Exklusivrecht an bestimmten, für Djagilews Kompanie geschaffenen Balletten von Leonide Massine zugesprochen. Blums Kompagnie wurde 1952 aufgelöst, jedoch 1954 noch einmal gegründet und bestand bis 1963. Basils Kompanie bestand bis 1948 (und Massines choreographische Rechte fielen damit an ihn als Urheber zurück).